# 雨晴れて月は朦朧の夜
『雨晴れて月は朦朧の夜』（あめはれて つきはもうろうのよる）は、夢枕獏の短篇小説集。
作者の自選による恐怖小説集で、5冊の単行本から各2編を選び出して1996年に波書房から単行本として出版され、1999年に角川書店の角川ホラー文庫から再版された。解説は大倉貴之、文庫版のカバーイラストと口絵は天野喜孝。

## 収録作
- 蛇淫
- 骨董屋
- 鳥葬の山
- 中有洞
- ころぼっくりの鬼
- おしゃぶりの秘密
- あやかし
- ふたりの雪
- 1/60秒の女
- 暗い優しいあな